# Indigofera leprieurii
Espèce
Indigofera leprieurii est une espèce de plantes à fleurs de la famille des Fabaceae et du genre Indigofera, présente dans plusieurs pays d'Afrique tropicale.
Son épithète spécifique leprieurii rend hommage au botaniste et collecteur français François Mathias René Leprieur.

## Description
C'est une herbe annuelle érigée rigide, ou un arbuste ramifié, pouvant atteindre une hauteur de 1,2 m. 

## Distribution
Elle est présente en Afrique de l'Ouest et en en république démocratique du Congo.

## Habitat
On la trouve dans la savane ouverte, parmi les graminées, ou sur des terrains cultivés ou des jachères.